# Hiszpania na Zimowych Igrzyskach Olimpijskich 2022
Hiszpania na Zimowych Igrzyskach Olimpijskich 2022 – występ kadry sportowców reprezentujących Hiszpanię na igrzyskach olimpijskich, które odbyły się w Pekinie, w Chińskiej Republice Ludowej, w dniach 4-20 lutego 2022 roku.
Reprezentacja Hiszpanii liczyła czternaścioro zawodników – cztery kobiet i dziesięciu mężczyzn.
Był to dwudziesty pierwszy start Hiszpanii na zimowych igrzyskach olimpijskich.

## Zdobyte medale
Snowboardzistka Queralt Castellet zdobyła pierwszy w 86-letniej historii występów Hiszpanii na zimowych igrzyskach olimpijskich srebrny medal. Był to drugi wynik w dotychczasowej historii startów Hiszpanów na zimowych igrzyskach olimpijskich i najlepszy od Zimowych Igrzyskach Olimpijskich 1972 w Sapporo.
| Medal  | Zawodnik          | Dyscyplina   | Konkurencja     | Rezultat | Data      |
| ------ | ----------------- | ------------ | --------------- | -------- | --------- |
| Srebro | Queralt Castellet | Snowboarding | halfpipe kobiet | 90,25    | 10 lutego |

## Reprezentanci

### Biegi narciarskie
| Zawodnik    | Konkurencja                | Kwalifikacje | Kwalifikacje | Ćwierćfinały | Ćwierćfinały | Półfinały | Półfinały | Finał     | Finał   | Finał   | Źródło |
| Zawodnik    | Konkurencja                | Czas         | Miejsce      | Czas         | Miejsce      | Czas      | Miejsce   | Czas      | Strata  | Miejsce | Źródło |
| ----------- | -------------------------- | ------------ | ------------ | ------------ | ------------ | --------- | --------- | --------- | ------- | ------- | ------ |
| Jaume Pueyo | sprint mężczyzn            | 2:55,76      | 37.          | NQ           | NQ           | NQ        | NQ        | NQ        | NQ      | 37.     | [ 1 ]  |
| Imanol Rojo | bieg indywidualny mężczyzn | —            | —            | —            | —            | —         | —         | 41:24,2   | +3:29,4 | 39.     | [ 2 ]  |
| Imanol Rojo | bieg łączony mężczyzn      | —            | —            | —            | —            | —         | —         | 1:21:09,2 | +4:59,4 | 21.     | [ 2 ]  |
| Imanol Rojo | bieg masowy mężczyzn       | —            | —            | —            | —            | —         | —         | 1:14:50,5 | +3:17,8 | 21.     | [ 2 ]  |

### Łyżwiarstwo figurowe
UWAGA: 22 lutego 2022 (tj. już po zakończeniu igrzysk) Międzynarodowa Agencja Badawcza poinformowała o pozytywnym wyniku testu antydopingowego przeprowadzanego po programie krótkim u Laury Barquero. Dochodzenie jest w toku. Wyniki hiszpańskiej pary sportowej mogą w przyszłości uleć zmianie.
| Zawodnik                     | Konkurencja   | SP / RD | SP / RD | FS / FD | FS / FD | Nota łączna | Nota łączna | Źródło      |
| Zawodnik                     | Konkurencja   | Punkty  | Poz.    | Punkty  | Poz.    | Punkty      | Poz.        | Źródło      |
| ---------------------------- | ------------- | ------- | ------- | ------- | ------- | ----------- | ----------- | ----------- |
| Laura Barquero Marco Zandron | pary sportowe | 63,34   | 11. Q   | 118,02  | 11.     | 181,36      | 11.         | [ 4 ] [ 5 ] |
| Adrián Díaz Olivia Smart     | pary taneczne | 77,70   | 9. Q    | 121,41  | 6.      | 199,11      | 8.          | [ 6 ] [ 7 ] |

### Narciarstwo alpejskie
| Zawodnik         | Konkurencja          | 1 przejazd | 1 przejazd | 2 przejazd | 2 przejazd | Łącznie | Łącznie | Źródło |
| Zawodnik         | Konkurencja          | Czas       | Pozycja    | Czas       | Pozycja    | Czas    | Pozycja | Źródło |
| ---------------- | -------------------- | ---------- | ---------- | ---------- | ---------- | ------- | ------- | ------ |
| Adur Etxezarreta | supergigant mężczyzn | —          | —          | —          | —          | DNF     | DNF     | [ 8 ]  |
| Adur Etxezarreta | zjazd mężczyzn       | —          | —          | —          | —          | 1:44,12 | 17.     | [ 8 ]  |
| Núria Pau        | slalom gigant kobiet | 1:04,19    | 40.        | DNF        | DNF        | DNF     | DNF     | [ 9 ]  |
| Joaquim Salarich | slalom mężczyzn      | DNF        | DNF        | NQ         | NQ         | DNF     | DNF     | [ 10 ] |

### Narciarstwo dowolne
| Zawodnik        | Konkurencja         | Kwalifikacje | Kwalifikacje | Kwalifikacje | Kwalifikacje | Kwalifikacje | Finał | Finał | Finał | Finał  | Miejsce | Źródło |
| Zawodnik        | Konkurencja         | Z1           | Z2           | Z3           | W            | M            | Z1    | Z2    | Z3    | W      | Miejsce | Źródło |
| --------------- | ------------------- | ------------ | ------------ | ------------ | ------------ | ------------ | ----- | ----- | ----- | ------ | ------- | ------ |
| Javier Lliso    | big air mężczyzn    | 90,25        | 80,50        | 79,50        | 170,75       | 9. Q         | 51,25 | 89,00 | 82,50 | 171,50 | 6.      | [ 11 ] |
| Javier Lliso    | slopestyle mężczyzn | 21,95        | 69,16        | —            | 69,16        | 14.          | NQ    | NQ    | NQ    | NQ     | 14.     | [ 11 ] |
| Thibault Magnin | big air mężczyzn    | 41,25        | 21,75        | 38,50        | 79,75        | 28.          | NQ    | NQ    | NQ    | NQ     | 28.     | [ 12 ] |
| Thibault Magnin | slopestyle mężczyzn | 33,06        | 14,78        | —            | 33,06        | 29.          | NQ    | NQ    | NQ    | NQ     | 29.     | [ 12 ] |

### Skeleton
| Zawodnik        | Konkurencja    | Ślizg 1 | Ślizg 1 | Ślizg 2 | Ślizg 2 | Ślizg 3 | Ślizg 3 | Ślizg 4 | Ślizg 4 | Łącznie | Pozycja | Źródło |
| Zawodnik        | Konkurencja    | Czas    | Pozycja | Czas    | Pozycja | Czas    | Pozycja | Czas    | Pozycja | Łącznie | Pozycja | Źródło |
| --------------- | -------------- | ------- | ------- | ------- | ------- | ------- | ------- | ------- | ------- | ------- | ------- | ------ |
| Ander Mirambell | ślizg mężczyzn | 1:02,45 | 23.     | 1:03,36 | 25.     | 1:02,34 | 24.     | NQ      | NQ      | 3:08,15 | 24.     | [ 13 ] |

### Snowboarding
| Zawodnik          | Konkurencja     | Kwalifikacje | Kwalifikacje | Kwalifikacje | Kwalifikacje | Finał | Finał | Finał | Finał | Miejsce | Źródło |
| Zawodnik          | Konkurencja     | Z1           | Z2           | W            | M            | Z1    | Z2    | Z3    | W     | Miejsce | Źródło |
| ----------------- | --------------- | ------------ | ------------ | ------------ | ------------ | ----- | ----- | ----- | ----- | ------- | ------ |
| Queralt Castellet | halfpipe kobiet | 78,75        | 49,50        | 78,75        | 4. Q         | 69,25 | 90,25 | 78,25 | 90,25 | srebro  | [ 14 ] |

| Zawodnik      | Konkurencja              | Rozstawienie | Rozstawienie | 1/8 finału | Ćwierćfinał | Półfinał | Finał   | Miejsce | Źródło |
| Zawodnik      | Konkurencja              | Czas         | Miejsce      | Pozycja    | Pozycja     | Pozycja  | Pozycja | Miejsce | Źródło |
| ------------- | ------------------------ | ------------ | ------------ | ---------- | ----------- | -------- | ------- | ------- | ------ |
| Lucas Eguibar | snowboard cross mężczyzn | 1:18,73      | 21.          | 2. Q       | 2. Q        | 4.       | NQ      | 7.      | [ 15 ] |